# Trädgårdsgatan, Skellefteå

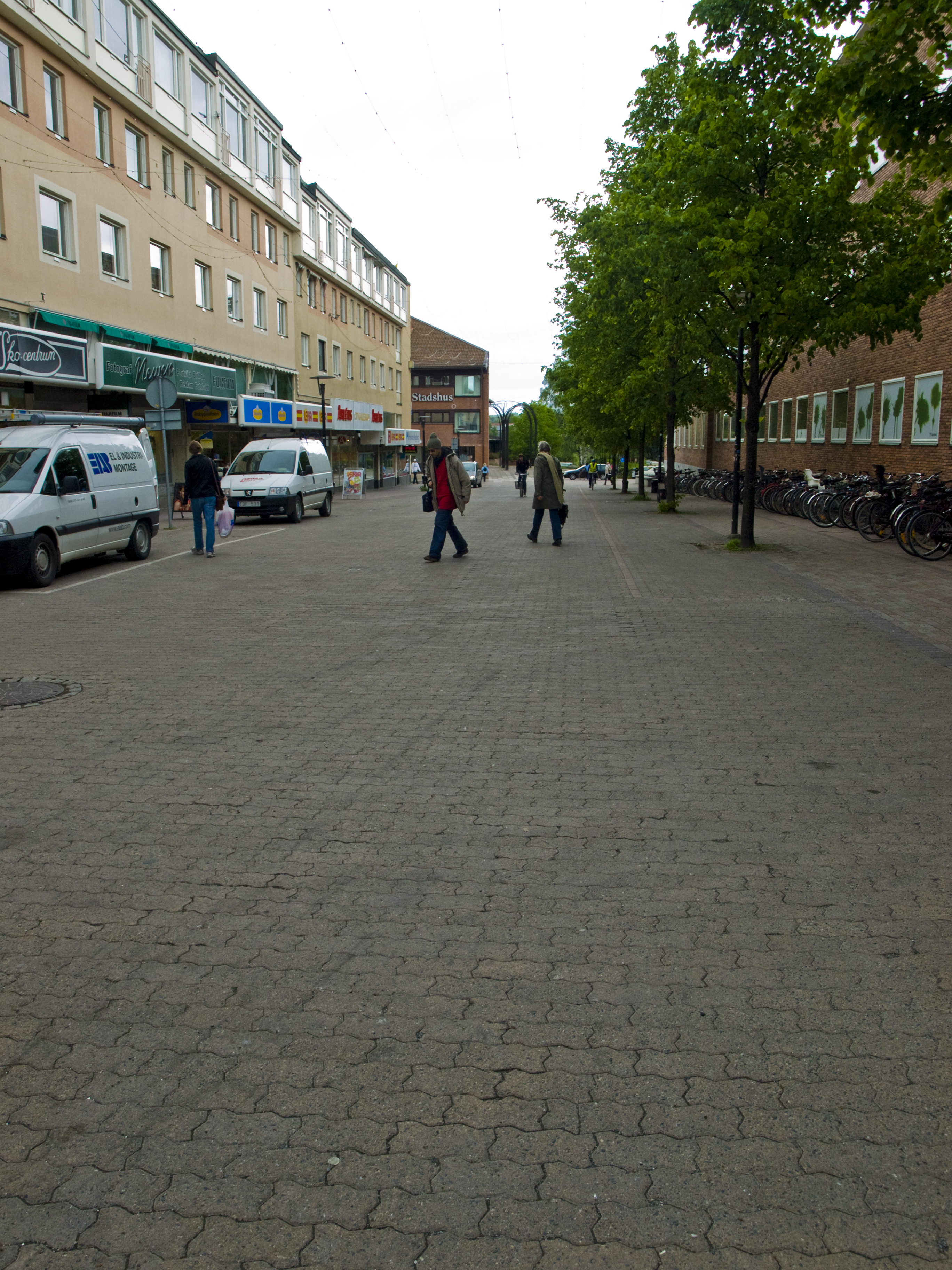
Trädgårdsgatan.

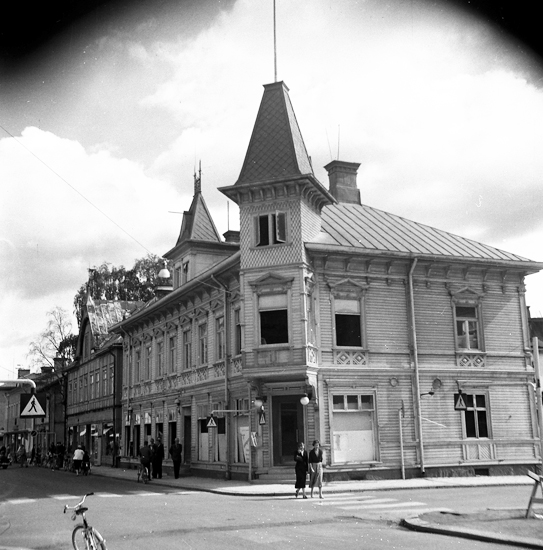
Korsningen Nygatan/Trädgårdsgatan 1956 (kv Lekatten), innan RiksCity byggdes.

Trädgårdsgatan är en gata i centrala Skellefteå, som i princip är en enda gågata. Gatan tar sin början på Strandgatan nere vid älven, innan den fortsätter mellan stadshuset och stadsparken, korsar Storgatan och fortsätter upp mot torget och Kanalgatan. Efter Kanalgatan är det en kort bit av gatan som är tillåten för biltrafik innan den slutar vid Södra Järnvägsgatan. Den biten fungerar även som tillfart åt busstationen.